# Pericoma agreste
Pericoma agreste är en tvåvingeart som beskrevs av Quate 1967. Pericoma agreste ingår i släktet Pericoma och familjen fjärilsmyggor. Inga underarter finns listade i Catalogue of Life.